# Regionales Schutzgebiet Alto Nanay-Pintuyacu-Chambira
Das Regionale Schutzgebiet Alto Nanay-Pintuyacu-Chambira (span. Área de Conservación Regional Alto Nanay-Pintuyacu-Chambira) befindet sich in der Region Loreto in Nord-Peru. Das Schutzgebiet wurde am 17. März 2011 durch das Dekret D.S. Nº 005-2011-MINAM eingerichtet. Die Regionalregierung von Loreto ist die für das Schutzgebiet zuständige Behörde. Das Schutzgebiet besitzt eine Größe von 9546,35 km². Es dient der Erhaltung des tropischen Regenwaldes an den Oberläufen der Flüsse Río Nanay, Río Pintoyacu und Río Chambira und damit einem Ökosystem bedrohter Pflanzen- und Tierarten. Es wird in der IUCN-Kategorie VI als ein Schutzgebiet geführt, dessen Management der nachhaltigen Nutzung natürlicher Ökosysteme und Lebensräume dient. Das Gebiet ist auch bedeutsam für die Trinkwasserversorgung des Ballungsraumes Iquitos. Satellitenbilder zeigen jedoch, dass in dem Gebiet trotz seines Schutzcharakters Flächen entwaldet werden.

## Lage
Das Schutzgebiet erstreckt sich über die Quellregionen der namengebenden Flüsse im Amazonasbecken nordwestlich der Stadt Iquitos. Es erstreckt sich über Teile der Distrikte Alto Nanay und Mazán in der Provinz Maynas sowie Tigre in der Provinz Loreto. Es grenzt im Nordwesten an die Reserva Nacional Pucacuro.

## Ökologie
Im Schutzgebiet kommen u. a. folgende Vogelarten vor: Schwarzgesicht-Ameisenwürger (Sakesphorus canadensis), Orangescheitelpipra (Heterocercus aurantiivertex), Bindenschwanz-Nachtschwalbe (Nyctiprogne leucopyga), Bindentinamu (Crypturellus casiquiare), Helm-Schuppenkopftyrann (Lophotriccus galeatus) und Weißstreifen-Ameisenschlüpfer (Myrmotherula cherriei). Zu den Säugetieren im Schutzgebiet gehört der Amazonas-Manati (Trichechus inunguis), der Riesenotter (Pteronura brasiliensis), die Kalinowski-Beutelratte (Hyladelphys kalinowskii), die Buschschwanz-Beutelratte (Glironia venusta), die Binden-Wollbeutelratte (Caluromysiops irrupta), der Springtamarin (Callimico goeldii), der Halsband-Springaffe (Cheracebus torquatus), der Äquatorial-Saki (Pithecia aequatorialis), der Weißstirnklammeraffe (Ateles belzebuth) und der Flachlandtapir (Tapirus terrestris). Zu den Reptilien im Schutzgebiet gehören der Schwarze Kaiman (Melanosuchus niger) und der Krokodilkaiman (Caiman crocodilus). Zu den Fischarten in dem Gebiet gehört Prochilodus lineatus (Sábalo), der Zungarowels (Zungaro zungaro), der Schwarze Pacu (Colossoma macropomum), Piaractus brachypomus (Paco), der Nachtsalmler (Semaprochilodus insignis), Serrasalmus marginatus (Palometa), der Schwarze Piranha (Serrasalmus rhombeus), der Pfauenaugenbuntbarsch (Astronotus ocellatus), Rhytiodus argenteofuscus aus der Familie der Engmaulsalmler, die Gattung Chilodus aus der Familie der Kopfsteher, die Gattung Cichla aus der Familie der Buntbarsche, der Kirschflecksalmler (Hyphessobrycon erythrostigma), Heros efasciatus, der Pinguinsalmler (Thayeria obliqua), der Purpurziersalmler (Nannostomus mortenthaleri), der Blattfisch (Monocirrhus polyacanthus) und Myloplus rubripinnis aus der Familie der Sägesalmler. Außerdem kommen die Rochenarten Potamotrygon tigrina, Potamotrygon falkneri, Potamotrygon orbignyi und Heliotrygon gomesi in den Flüssen vor.